# Microsoft Planner
Microsoft Planner è un'applicazione di pianificazione disponibile sulla piattaforma Microsoft 365. L'applicazione è disponibile per abbonati premium, aziendali ed educativi a Office 365.
Il 6 giugno 2016 Microsoft ha reso disponibile l'applicazione per la versione generale e l'ha distribuita nelle prime settimane ai piani di abbonamento idonei.
Planner consente agli utenti e ai team di creare piani, assemblare e assegnare attività, condividere file, comunicare e collaborare con altri utenti e ricevere aggiornamenti sui progressi con vari mezzi sulla piattaforma di Office 365. Ogni nuovo piano creato in Planner crea automaticamente un nuovo gruppo di Office 365.